# Malin Ek
Malin Ek (Malmo, 18 de abril de 1945) é uma atriz sueca. Ela é a única atriz que ganhou três vezes o prêmio de cinema mais importante da Suécia, o Guldbagge.

## Biografia
Ek é filha do ator Anders Ek e da coreógrafa Birgit Cullberg, bem como irmã do dançarino Niklas Ek e irmã gêmea do diretor Mats Ek. Ela é mãe de Moa Ek, Edvin Ek e da atriz Elin Klinga. Malin Ek estudou na Academia de Teatro em Estocolmo entre os anos de 1965 à 1968.
Ela ganhou fama como atriz de cinema graças ao seu papel no filme Ett Drömspel (1970), de Ingmar Bergman. Em 1982, desempenhou o papel de Gerd no filme de estreia da diretora Susanne Osten, Mamma, que rendeu à atriz seu primeiro prêmio Guldbagge. Em 1985, ela recebeu este prêmio novamente por seu papel como Clara no thriller de Hasse Alfredson, Falsk som vatten. O terceiro Guldbagge foi concedido a ela em 1990 por seu papel como Livia Birkman em outro filme dirigido por Suzanne Austin, Skyddsängeln. Pelo mesmo filme, ela foi indicada ao Prêmio do Cinema Europeu de 1990.

## Filmografia parcial
- 1969 – En passion
- 1974 – En skugga (TV)
- 1975 – Figaros bröllop (TV)
- 1979 – Barnförbjudet
- 1980 – Barnens ö
- 1982 – Mamma
- 1985 – Falsk som vatten
- 1986 – Bröderna Mozart
- 1990 – Skyddsängeln
- 1992 – Söndagsbarn
- 1993 – Hemresa (TV)
- 1996 – Bengbulan
- 2006 – Wellkåmm to Verona
- 2008 – Majken